# أرتور كوريا
أرتور كوريا (بالبرتغالية: Artur Correia‏) (18 أبريل 1950 في البرتغال - 25 يوليو 2016 في البرتغال) هو لاعب كرة قدم برتغالي في مركز الدفاع. شارك مع منتخب البرتغال تحت 21 سنة لكرة القدم ومنتخب البرتغال لكرة القدم. أما مع النوادي، فقد لعب مع سبورتينغ لشبونة ونادي أكاديميكا كويمبرا ونادي بنفيكا وجاكسونفيل تي من ‏ ونيوإنغلند تي من ‏.

## وصلات خارجية
- أرتور كوريا على موقع الاتحاد الأوربي (الإنجليزية)
- أرتور كوريا على موقع قاعدة بيانات كرة القدم.إي يو (الإنجليزية)
- أرتور كوريا على موقع ناشيونال فوتبول تيمز (الإنجليزية)
- أرتور كوريا على موقع عالم كرة القدم.نت (الإنجليزية)